# Толстая-Милославская, Александра
Графиня Александра Толстая-Милославская (англ. Alexandra Tolstoy-Miloslavsky; род. 14 июля 1973 года) — британская телеведущая, светская львица, предпринимательница, член Королевского Географического Общества. Она совершила несколько дальних поездок на лошадях, которые стали материалом для телевизионных документальных фильмов, книг и бесед.

## Биография
Старшая дочь графа Николая Толстого (род. 1935) и Джорджины Екатерины Браун (род. 1948). Александра родилась 14 июля 1973 года в Пуле, графство Дорсет. Она получила образование в Даун-Хаус, затем училась на степень магистра искусств по русскому языку в Эдинбургском университете, в течение которого она провела год в России. В 2003 году она написала об Эдинбурге:
Именно там я завела несколько своих самых близких друзей и наслаждалась четырьмя очень счастливыми и беззаботными годами… В Эдинбурге есть часы питья, которым завидуют все другие британские университеты. Наша единственная забота была о том, как заполнить время между 4 и 6 часами утра, когда пабы были закрыты… Там были посеяны семена самых больших страстей в моей жизни.
Затем Александра переехала в Лондон, где работала в Credit Suisse First Boston 's graduate scheme в качестве восточноевропейского брокера по акциям. Она уволилась через год и провела следующие два года, работая и путешествуя за границей, в том числе шесть недель, совершив путешествие по старому паломническому маршруту Камино де Сантьяго через Испанию.
В 1999 году она была частью команды, которая провела восемь месяцев, путешествуя на лошадях и верблюдах по 8000-километровой (5000 миль) длине Шелкового пути. Один из членов команды поддержки, узбекский шоу-джампер Шамиль Галимзянов, позднее стал её супругом. После окончания экспедиции Александра Толстая переехала в Москву, чтобы завершить свой рассказ об экспедиции «Последние тайны Шелкового пути» и продолжить путешествие по Центральной Азии. В 2000 году Толстая и ее друг проехали верхом через Монголию и Сибирь 4800 км.
В сентябре 2003 года Толстая и Галимзянов поженились в русском православном соборе в Бейсуотере, Лондон, после чего они поселились в небольшой московской квартире. В 2004 году они отправились в 4300-километровый путь (2700 миль) из Туркменистана в Москву, повторяя экспедицию, предпринятую 28 туркменскими всадниками в 1935 году, которым потребовалось 84 дня, чтобы преодолеть это расстояние. Верхом на ахалтекинских лошадях, они были остановлены до завершения путешествия вспышкой ящура, но возобновили его в 2006 году и прибыли в Москву в ноябре.
Во время своих экспедиций Александра Толстая продолжала писать, организовывать поездки на отдых в Центральную Азию и работала как дизайнер интерьера, так и для BDI, компании по разработке бренда, помогающей европейским компаниям развивать свой бизнес в странах бывшего Советского Союза.
В 2008 году она провела месяц, снимая Horse People с Александрой Толстой, телевизионный сериал BBC, в котором она посетила пять различных сообществ, работающих с лошадьми по всему миру. Би-би-си возражал против того, чтобы ее муж сопровождал ее, и позже сообщалось, что это только проверило их брак. Би-би-си надеялась на большую телевизионную работу с комментарием конных людей Александры будет очень популярен, но она вполне могла бы сделать больше. Этот сериал вызвал споры из-за ее графического изображения лошади, убитой ради её мяса. В 2009 году сообщалось, что Александра Толстая рассматривает возможность создания серии о высшем обществе в современной России.
Живя в Москве, Александра Толстая преподавала английский язык семьям нескольких «олигархов» и познакомилась с миллиардером Сергеем Пугачевым.
Брак Александры Толстой с Шамилем Галимзяновым распался в 2009 году, вскоре после рождения сына Алексея . Толстая решила не возвращаться в свой бывший дом в Москве и в апреле 2009 года поселилась вместе с сыном в доме в Челси. В июне 2009 года сообщалось, что она наняла «высокооплачиваемых адвокатов» для защиты своей частной жизни.
Летом 2009 года Толстая гостила у Сергея Пугачева на вилле на юге Франции, а также помогала ему приобрести загородное поместье в Англии. В декабре она приобрела для себя ферму в окрестностях Малверна в графстве Херефордшир. Её дальний родственник Александр Некрасов сообщил новостям, что олигарх Пугачев был отцом сына Толстой.
К 2011 году сообщалось, что Толстая и Пугачев были парой и проживали в домах в Монако, Лондоне и Москве, но Пугачев, к тому времени живущий в изгнании в Лондоне, остался официально женат на россиянке Галине, с которой у него есть дети и внуки. В 2010 году у пары родился еще один сын Иван, а в 2012 году — дочь Мария. В 2013 году Шамиль Галимзянов пожаловался, что Толстая выселяет его из московской квартиры, в которой они жили вместе. В 2015 году Пугачев переехал на юг Франции, столкнувшись как предприниматель с серьезными трудностями в ведении дел в России, в то время как Толстая осталась в Лондоне со своими детьми . В 2017 году Александра Толстая опасалась, что он может похитить их детей. В октябре 2018 года она заявила в интервью, что является матерью-одиночкой и заявила, что Пугачев не поддерживает её или их детей материально в течение трех лет.

## Фильмография
- Horse People with Alexandra Tolstoy (2009)

## Публикации
- The Last Secrets of the Silk Road: Four Girls Follow Marco Polo Across 5,000 Miles (London: Profile Books, 2003) ISBN 978-1-86197-379-5
- The Horses of Heaven (2009)